# Un héros de notre temps (film, 1967)
Pour les articles homonymes, voir Un héros de notre temps.
Pour plus de détails, voir Fiche technique et Distribution.
Un héros de notre temps ou Bela, fille des steppes (Герой нашего времени, Geroy nashego vremeni) est un film soviétique réalisé par Stanislav Rostotski, sorti en 1967,. Diptyque divisé en Maksim Maksimytch et Bela, Fille des steppes), il s'agit de l'adaptation du roman Un héros de notre temps de Mikhaïl Lermontov.

## Synopsis
Début du 19ème siècle, Petchorine est un officier russe servant dans le Caucase . Il tombe amoureux de la fille d'un prince local, Bèla, et persuade son frère Azamat de la kidnapper. En retour, Petchorine aide Azamat à voler un cheval au fringant cavalier Kazbich. Après avoir placé Bela dans sa forteresse, Petchorine lui exprime son amour.

## Fiche technique
- Titre : Bella, fille des steppes
- Titre anglais : Hero of Our Time
- Titre original : Geroy nashego vremeni
- Réalisation : Stanislav Rostotski
- Scénario : Stanislav Rostotski d'après une histoire de Mikhaïl Lermontov
- Photographie : Vyacheslav Shumskiy
- Décors : Pyotr Pashkevich
- Costumes : Elza Rappoport
- Montage : Valentina Mironova
- Musique : Kirill Molchanov
- Production : Victor Freilich
- Société de production : Studio Gorki
- Pays de production :  Union soviétique
- Langue originale : Russe
- Format : Couleur - 2,20:1 - Son : Mono
- Genre : Drame
- Durée : 83 min
- Dates de sortie :
  -  Union soviétique : 1er février 1967
  -  Allemagne de l'Est : 10 novembre 1967

## Distribution
- Vladimir Ivashov : Grigoriy Petchorine
- Aleksey Chernov : Maksim Maksimovich
- Svetlana Svetlichnaya : Fille
- Aleksandr Orlov : Jeune officier
- Nikolay Burlyaev : Aveugle
- Sofiya Pilyavskaya : Vieille femme
- Stanislav Khitrov : Servant de Petchorine
- Boris Savtchenko : Yanko
- Stefka Berova : Bela
- Sulambek Mamilov : Kazbych